# Business Model Canvas

Business Model Canvas, Osterwalder, Pigneur & al. 2010

Het Business Model Canvas is een model voor strategisch management en lean startups om een nieuw bedrijfsmodel te creëren of een bestaande in kaart te brengen. 
De schrijvers hanteren de volgende definitie van een bedrijfsmodel: de grondgedachte van hoe een organisatie waarde creëert, levert en behoudt.
Het Business Model Canvas is gebaseerd op het eerdere werk van Alexander Osterwalder, Business Model Ontology.

## Beschrijving
Het Business Model Canvas bestaat uit de vier hoofdgebieden van een onderneming. Deze zijn verdeeld in negen bouwstenen, deze laten de logica zien van hoe een bedrijf geld wil verdienen. De vier hoofdgebieden zijn: klanten, aanbod, infrastructuur en financiële levensvatbaarheid.
- Klanten
  - Klantsegmenten: Om een succesvol bedrijfsmodel te creëren, is het nodig als bedrijf te beslissen aan welke segmenten waarde wordt geboden.
  - Kanalen: Een bedrijf kan zijn waardepropositie leveren aan de klanten door middel van verschillende kanalen. Effectief gebruik hiervan zorgt ervoor dat de waardepropositie snel, efficiënt en kosteneffectief geleverd kan worden. Een organisatie kan zijn klanten door middel van eigen kanalen (zoals winkels), partners, of een combinatie van kanalen bereiken.
  - Klantrelaties: Per klantsegment moet bepaald worden wat voor soort relatie het bedrijf wil aangaan. Er zijn verschillende motivaties voor een klantrelatie: acquisitie, retentie en/of upselling.
- Aanbod
  - Waardepropositie: Dit is de reden waarom een klant voor een bedrijf kiest en niet voor de andere. De waardepropositie is een verzameling van voordelen die aan de klanten worden geboden. Deze bouwsteen is verder uitgewerkt in het Waarde Propositie Ontwerp[6]
- Infrastructuur
  - Kernactiviteiten: De Kernactiviteiten zijn de belangrijkste activiteiten om het bedrijfsmodel te kunnen uitvoeren.
  - Mensen en middelen/key resources: Deze bouwsteen beschrijft wat een bedrijf nodig heeft om het bedrijfsmodel uit te kunnen voeren. Dit kunnen zowel fysieke benodigdheden (zoals een kantoor) als niet-fysieke (zoals kennis).
  - Strategische partners: De strategische partners zijn andere bedrijven die helpen om het bedrijfsmodel te laten werken. Hierbij kan gedacht worden aan leveranciers of aan een joint venture.
- Financiële levensvatbaarheid
  - Inkomstenstromen: Dit is de manier waarop een bedrijf inkomsten genereert uit elk segment. Voorbeelden hiervan zijn eenmalige betalingen of een abonnement.
  - Kostenstructuur: Dit beschrijft alle kosten die een bedrijfsmodel met zich meebrengt. Als de waardepropositie bijvoorbeeld gericht is op lage kosten kan het van belang zijn bij deze bouwsteen de kosten zo laag mogelijk te houden.

## Toepassing
Het Business Model Canvas kan op een groot papier geprint worden om tijdens een brainstormsessie met post-its een nieuw bedrijfsmodel te creëren. Het is een praktische manier die zorgt voor discussie, creativiteit en analyse. Deze manier van werken is vastgelegd door Strategyzer AG onder een Creative Commons-licentie en kan zonder restricties gebruikt worden. Het Business Model Canvas is ook beschikbaar in een web-based format.